# Elena Achmylovskaja
Elena Bronislavovna Achmylovskaja, cgt. Donaldson (in russo Елена Брониславовна Ахмыловская?; Krasnojarsk, 11 marzo 1957 – Kirkland, 18 novembre 2012), è stata una scacchista statunitense di origine sovietica.
Pur essendo di etnia russa, ha vissuto fino al 1988 a Tbilisi in Georgia. 
Vinse tre volte il campionato sovietico femminile (1978, 1980 e 1981).
Partecipò più volte ai cicli di qualificazione per il campionato del mondo femminile:
- nel 1976 fu pari prima con Alla Kušnir al torneo internazionale femminile di Roosendaal, ma la Kushnir vinse lo spareggio
- nel 1985 fu seconda all'interzonale di L'Avana, poi vinse il torneo delle candidate di Malmö, acquisendo il diritto di disputare un match per il titolo con la campionessa in carica Majja Čiburdanidze. Il match ebbe luogo a Sofia e vide prevalere la Čiburdanidze per 8 ½ a 5 ½.
- nel 1988fu seconda dietro a Nana Ioseliani al torneo delle candidate

Ha partecipato a otto olimpiadi femminili, dal 1978 al 1988 con la squadra sovietica e dal 1996 al 2002 con la squadra degli Stati Uniti. Ha vinto sei medaglie, delle quali tre d'oro: due di squadra e una individuale alle olimpiadi di Buenos Aires 1978, dove realizzò il punteggio pieno di 10/10. 
Nel 1988, mentre erano in corso le olimpiadi di Salonicco, si sposò improvvisamente con il capitano della squadra statunitense, John Donaldson, interrompendo le olimpiadi e fuggendo con lui negli Stati Uniti. Ciò provocò molta sorpresa ma anche un danno per la squadra sovietica per il fatto che la Achmylovskaja realizzò fino a quel momento 8 ½ su 9 e dovettero sostituirla con un'altra giocatrice meno forte. Fu l'unica olimpiade non vinta dalla squadra femminile sovietica tra tutte quelle a cui partecipò. La coppia divorziò circa un anno dopo. 
Vinse tre volte il campionato americano femminile: nel 1990, 1993 (ex aequo) e 1994. 
Ha vissuto fino alla morte a Kirkland, un sobborgo di Seattle, col secondo marito, il Maestro Internazionale Georgi Orlov.
È morta nel 2012 all'età di 55 anni in seguito ad un tumore.